# Козак, Артём Романович
Артём Рома́нович Коза́к (укр. Артем Романович Козак; род. 28 мая 1998, Ковель, Волынская область) — украинский футболист, полузащитник клуба «Александрия».

## Биография
Родился в городе Ковель Волынской области. Отец — строитель, мать — учительница музыки. Футболом начал заниматься с 9 лет во володимир-волынском клубе БРВ-ВИК. Оттуда получил приглашение от молодёжной академии киевского «Динамо», в которой выступал до 2013 года. Затем защищал цвета юношеской и молодёжной команд столичного клуба, вместе с которым играл в Юношеской лиге УЕФА. В сезоне 2014/15 годов снова выступал за БРВ-ВИК.
По истечении контракта с «динамовцами» выехал в Грецию, где подписал контракт с ПАОКом. Выступал за дублирующий состав клуба из Салоник. В сезоне 2016/17 годов стал серебряным призером молодёжного чемпионата Греции, а в следующем сезоне — победителем этого турнира. В составе греческого клуба также выступал в Юношеской лиге УЕФА. Имел возможность продолжить карьеру в Греции, выступая в аренде в одном из местных клубов, однако решил вернуться в Украину.
18 февраля 2019 был внесен в заявку «Арсенала» на вторую часть сезона 2018/19 годов. Дебютировал за «столичных канониров» 24 февраля 2019 года в проигранном (0:2) домашнем поединке 19-го тура Премьер-лиги против черниговской «Десны». Артём вышел на поле в стартовом составе и отыграл весь матч.
23 июля 2019 приехал во Львов, а уже 31 июля 2019 сыграл первую игру за «Карпаты» против киевского «Динамо».
27 августа 2020 СМИ сообщили, что игрок вошел в состав одесского «Черноморца».

## Достижения
«Александрия»
- Серебряный призёр чемпионата Украины: 2024/25